# وسام أوتسامونغا
وسام أوتسامونغا (بالأوسيتية: Уацамонгӕ، وبالروسية: Орден «Уацамонга»، وبالرومانية: Orden Uatsamonga) هو جائزة حكومية في أوسيتيا الجنوبية. وصدرت في 2007. لكن لم يعد لها أي سند تشريعي في فبراير 2015. وقد تشكل اتحاد فرسان هذا الوسام في 2010. والذي سُمي باسم أوتسامونغا (Uacamonga)، وهو كأس سحري ذُكر في ملحمة نارت.
وقد مُنح العديد من قدامى المحاربين في الحرب الروسية الجورجية هذا الوسام، الذي منح بعض قدامى المحاربين أعلى معاش تقاعدي.

## تشريعه
يمنح رئيس أوسيتيا الجنوبية هذا الوسام لأعمال البطولة وتحقيق الانتصارات أثناء الصراعات العسكرية. ناقش اجتماع فرسان الوسام مشروع القانون بشأن وضع الجائزة في مايو 2012، والذي كان من المقرر تقديمه للنظر من قبل الحكومة في 10 يونيو من نفس العام. كان من المفترض أن يتمكن الأشخاص الذين حصلوا على هذا الوسام على وجه الخصوص، من الاعتماد على الرعاية الطبية المجانية والتعليم والسفر في وسائل النقل العام واستلام أو بناء العقارات. كما يُمنح الوسام للمدن عندما تحصل على لقب «المدينة البطلة».
يتلقى حاملو الوسام مدفوعات شهرية تضاف إلى الرواتب و/أو المعاشات التقاعدية منذ 2019.

## وصف موجز
يتكون شريط الوسام من ثلاثة خطوط متناوبة متساوية العرض، اثنان أحمران وواحد أبيض، مع حدود صفراء على الجانبين. تبدو الشارة وكأنها نجمة فضية مثمنة الرؤوس، مغطاة جزئياً بمينا الياقوت، مع سيفين مذهبين متقاطعين. يوجد شعار الوسام ورسم لفرعين من الغار على الميدالية المركزية، في دائرة على مينا بيضاء. وهناك صورة بارزة لوعاء ذهبي في وسط الميدالية.

## قائمة الحاصلين عليه
| الحاصل على الوسام | الحاصل على الوسام       | الدولة           | التاريخ          | المكان    |
| ----------------- | ----------------------- | ---------------- | ---------------- | --------- |
|                   | هوغو تشافيز             | فنزويلا          | 23 يوليو 2010    | كاراكاس   |
|                   | أناتولي بيبيلوف         | أوسيتيا الجنوبية | 2008             | تسخينفالي |
|                   | فلاديمير بوتين          | روسيا            | 2018             | موسكو     |
|                   | دميتري ميدفيديف (مرتان) | روسيا            | 2018، 2023       | موسكو     |
|                   | فاليري غيرغييف          | روسيا            | 2009             | موسكو     |
|                   | إبراهيم غازييف          | أوسيتيا الجنوبية | 2008             | تسخينفالي |
|                   | فيتالي تشوركين          | روسيا            | 2017 (بعد وفاته) | موسكو     |
|                   | بشار الأسد              | سوريا            | 2018             | دمشق      |
|                   | دانييل أورتيغا          | نيكاراغوا        | 2010             | ماناغوا   |